# Tetiana Semykina
Tetiana Semykina –en ucraniano, Тетяна Семикіна– (Kiev, 19 de octubre de 1973) es una deportista ucraniana que compitió en piragüismo en la modalidad de aguas tranquilas.
Participó en dos Juegos Olímpicos, Atlanta 1996 y Atenas 2004, obteniendo una medalla de bronce en Atenas 2004 en la prueba de K4 500 m. Ganó dos medallas en el Campeonato Mundial de Piragüismo: plata en 2003 y bronce en 2001, y dos medallas de oro en el Campeonato Europeo de Piragüismo, en los años 2001 y 2004.

## Palmarés internacional
| Juegos Olímpicos   | Juegos Olímpicos             | Juegos Olímpicos  | Juegos Olímpicos |
| Año                | Lugar                        | Medalla           | Competición      |
| ------------------ | ---------------------------- | ----------------- | ---------------- |
| 2004               | Atenas (Grecia)              | Medalla de bronce | K4 500 m         |
| Campeonato Mundial |                              |                   |                  |
| Año                | Lugar                        | Medalla           | Competición      |
| 2001               | Poznań (Polonia)             | Medalla de bronce | K4 1000 m        |
| 2003               | Gainesville (Estados Unidos) | Medalla de plata  | K4 1000 m        |
| Campeonato Europeo |                              |                   |                  |
| Año                | Lugar                        | Medalla           | Competición      |
| 2001               | Milán (Italia)               | Medalla de oro    | K4 1000 m        |
| 2004               | Poznań (Polonia)             | Medalla de oro    | K4 500 m         |